# Maria Bueno
Maria Ester Andion Bueno (San Paolo del Brasile, 11 ottobre 1939 – San Paolo del Brasile, 8 giugno 2018) è stata una tennista brasiliana, tre volte vincitrice degli Internazionali d'Italia, tre volte a Wimbledon e quattro volte agli U.S. National Championships. In doppio, è stata la prima tennista della storia a conquistare il Grande Slam. In tale specialità ha vinto una volta gli Internazionali d'Italia, cinque edizioni del torneo di Wimbledon, quattro U.S. National Championships e una volta a testa gli Internazionali di Francia e gli Australian Championships. Ha vinto anche un torneo di doppio misto al Roland Garros, per un totale di 19 titoli Slam.

## Biografia
Maria Bueno inizia a giocare a tennis giovanissima e a dodici anni vince il suo primo torneo. A diciotto anni fa la sua apparizione agli Internazionali d'Italia, vincendo il titolo del singolare su Lorraine Coghlan. A Wimbledon vince il doppio in coppia con Althea Gibson. Ha meno fortuna agli U.S. National Championships dove è solo finalista, sia nel doppio che nel misto .
Nel 1959 vince il torneo di Wimbledon a soli diciannove anni, battendo in due set Darlene Hard. Si ripete agli U.S. National Championships. Nello stesso anno è classificata n. 1 del mondo ed è nominata "Sportiva dell'anno" dalla prestigiosa agenzia di stampa statunitense Associated Press.
Nel 1960 trionfa ancora una volta sull'erba londinese (vittoria su Sandra Reynolds Price per 8-6, 6-0) e, prima donna a riuscirci, conquista il Grande Slam nel doppio femminile, vincendo tutti e quattro i tornei del circuito. Sue compagne di doppio sono Christine Truman agli Australian Championships e Darlene Hard al Roland Garros, a Wimbledon e a New York. Si aggiudica anche il doppio misto del Roland Garros, specialità nella quale perde in finale sia a Wimbledon che agli U.S.National Championships. Conclude al n. 1 del mondo anche il 1960 .

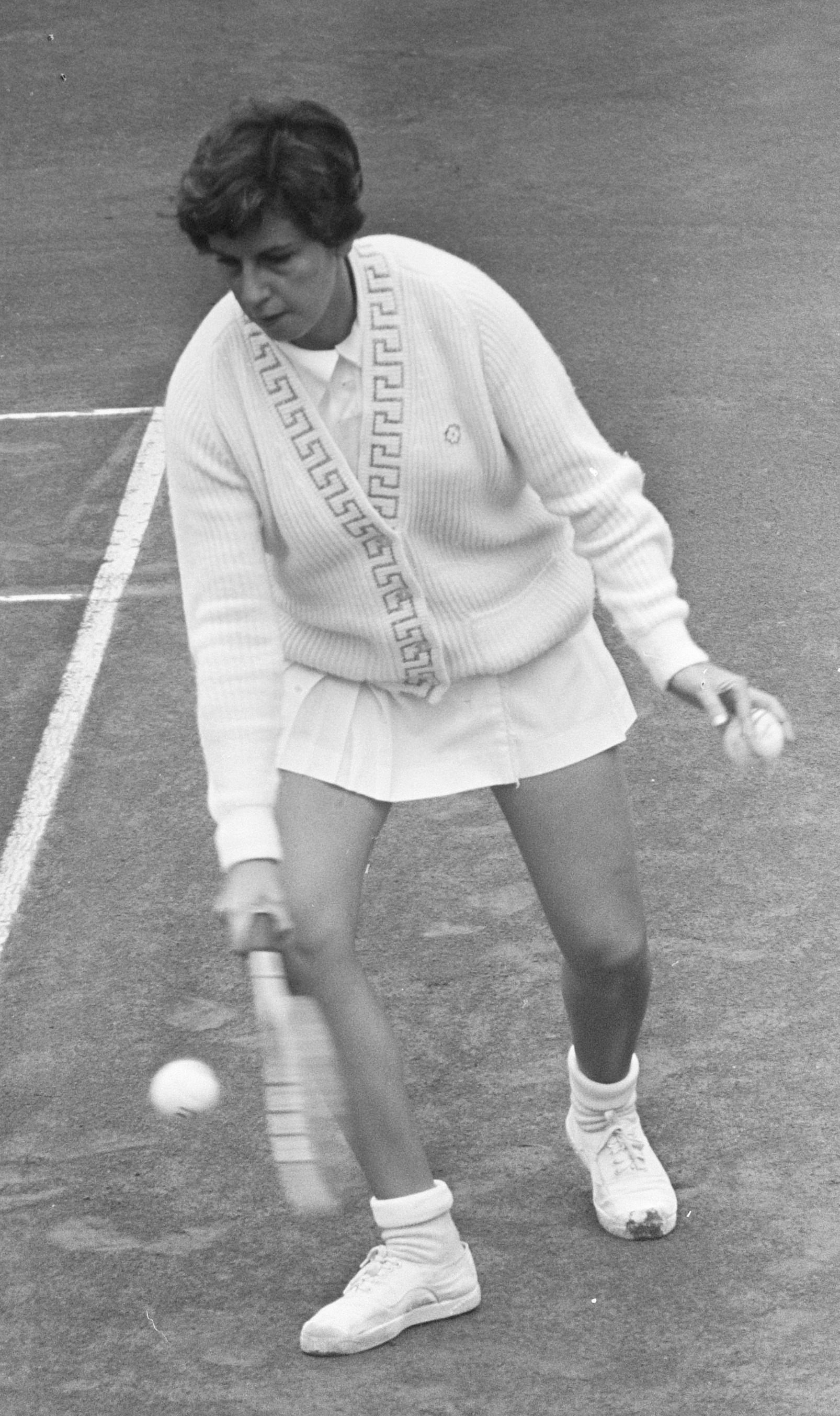
Maria Bueno nel 1964

L'anno dopo, batte Lesley Turner in tre set e si aggiudica gli Internazionali d'Italia ma, per la rimanente parte della stagione, è solo finalista di doppio al Roland Garros. Nel 1962, si accende la sua rivalità con la fuoriclasse australiana Margaret Smith, dalla quale è sconfitta in tre tiratissimi set (6-8, 7-5, 4-6) al Foro Italico, concludendo in preda ai crampi. A Roma e a New York vince, però, il torneo di doppio, in coppia con Darlene Hard.
Il 1963 inizia in sordina, poi rivince per la terza volta il doppio a Wimbledon e, a New York, distrugge Margaret Smith Court in due soli set (7-5, 6-4). La Court si rifà nel doppio, in coppia con Robyn Ebbern, battendo Bueno-Hard in tre tirati set.  
Il duello tra le due fuoriclasse prosegue nel 1964, con la Court che si aggiudica il Roland Garros sulla Bueno in tre set. Sull'erba londinese, invece, la brasiliana trionfa in tre set (6-4, 7-9, 6-3). Maria Bueno si aggiudica il singolare anche nel torneo statunitense, dove la Court è eliminata nei primi turni. 
L'australiana si rifà nel torneo di casa nel gennaio 1965, sconfiggendo la rivale per ritiro al terzo set. Agli Internazionali d'Italia 1965 - Court assente - la Bueno uguaglia il record dell'avversaria, vincendo per la terza volta il singolare. A Wimbledon, però è costretta ad arrendersi in finale in due soli set per la Court. 
L'anno dopo, nel torneo londinese, appare una nuova campionessa, Billie Jean Moffit King che batte Maria Bueno in finale, dopo aver eliminato Margaret Court nel turno precedente. Bueno deve accontentarsi di vincere il torneo di doppio, in coppia con Nancy Richey, sulle australiane Court-Tegart. Agli U.S. National Championships 1966), Bueno fa la doppietta, aggiudicandosi il singolare sulla sua compagna di doppio Nancy Richey, con la quale batte le statunitensi King-Casals. Conclude l'anno al n. 1 nel ranking femminile. 
Nel 1967 giunge soltanto in finale a Wimbledon, sia nel doppio che nel misto; l'anno dopo, in coppia con la rivale di sempre, Margaret Court, si aggiudica per la quinta volta il doppio agli US Open, battendo le fortissime Billie Jean King e Rosie Casals. Poi, il lento declino fisico la porta a ritirarsi una prima volta nel 1969, a causa di un serio problema di salute (epatite virale). 
Rientra sporadicamente nel 1976 e nel 1977 e prende parte al team brasiliano di Fed Cup. In tale competizione, su sei match giocati ha conquistato tre vittorie e tre sconfitte.
Nel 1978 fu inserita nella International Tennis Hall of Fame, il museo virtuale che rende merito ai giocatori e alle personalità che maggiormente si sono distinti nel mondo del tennis.
É morta nel giugno 2018 per un tumore alla bocca.

## Caratteristiche tecniche
Maria Bueno è rimasta famosa per l'eleganza dello stile di gioco e la potenza del servizio.

## Curiosità
Come la statunitense Gussie Moran e le italiane Lea Pericoli e Silvana Lazzarino, anche Maria Bueno è stata un'icona fashion dello stilista di moda Ted Tinling. Nel 1964 giocò sul campo centrale di Wimbledon con un vestito da questi disegnato che aveva una sottogonna rosa shocking abbinata a delle mutandine rosa.

## Finali nei tornei del Grande Slam

### Singolare

#### Vittorie (7)
| Anno | Torneo                          | Superficie | Avversaria in Finale     | Punteggio     |
| 1959 | Wimbledon                       | Erba       | Darlene Hard             | 6–4, 6–3      |
| 1959 | U.S. National Championships     | Erba       | Christine Truman Janes   | 6–1, 6–4      |
| 1960 | Wimbledon (2)                   | Erba       | Sandra Reynolds Price    | 8–6, 6–0      |
| 1963 | U.S. National Championships (2) | Erba       | Margaret Court           | 7–5, 6–4      |
| 1964 | Wimbledon (3)                   | Erba       | Margaret Court           | 6–4, 7–9, 6–3 |
| 1964 | U.S. National Championships (3) | Erba       | Carole Caldwell Graebner | 6–1, 6–0      |
| 1966 | U.S. National Championships (4) | Erba       | Nancy Richey             | 6–3, 6–1      |

#### Finali perse (5)
| Anno | Torneo                      | Superficie  | Avversaria in Finale | Punteggio           |
| 1960 | U.S. National Championships | Erba        | Darlene Hard         | 6–4, 10–12, 6–4     |
| 1964 | Internazionali di Francia   | Terra rossa | Margaret Court       | 5–7, 6–1, 6–2       |
| 1965 | Australian Championships    | Erba        | Margaret Court       | 5–7, 6–4, 5–2, rit. |
| 1965 | Wimbledon                   | Erba        | Margaret Court       | 6–4, 7–5            |
| 1966 | Wimbledon (2)               | Erba        | Billie Jean King     | 6–3, 3–6, 6–1       |